# Haskell
Haskell（发音为/ˈhæskəl/）是一种标准化的，通用的纯函數式編程語言，有惰性求值和强静态类型。它的命名源自美国逻辑学家哈斯凱爾·加里，他在数理逻辑方面上的工作使得函数式编程语言有了广泛的基础。在Haskell中，“函数是頭等物件”。作为一门函數程式語言，主要控制结构是函数。Haskell语言是1990年在编程语言Miranda语言的基础上标准化的，并且以λ演算为基础发展而来。这也是为什么Haskell语言以希腊字母「λ」（Lambda）作为自己的标志。Haskell具有“证明即程序、命题为类型”的特征。

## 历史
1985年，Miranda发行后，惰性函数式语言的关注度增长。到1987年前，出现了十多种非限定性、纯函数式语言。其中，Miranda使用的最为广泛，但还没有出现在公共领域。在俄勒冈波特兰的函数式编程语言与计算机结构大会（FPCA '87）上，参加者一致同意形成一个委员会来为这样的语言定义一种开源标准。该委员会旨在整合已有函数式语言，作为将来的函数式语言设计研究工作的基础。

### Haskell 1.0至1.4
能够确使类型安全的运算符重载的类型类，是由Philip Wadler和Stephen Blott最初为Standard ML提议的，但首先在Haskell中于1987年至版本1.0期间实现。
1990年定义了Haskell的第一个版本（“Haskell 1.0”）。委员会形成了一系列的语言定义（1.0，1.1，1.2，1.3，1.4）。

在GHC 7.10的Haskell prelude中的类型类层级。包括了Foldable和Traversable（相应的改变了一些函数的类型签名），和作为Functor与Monad中介的Applicative，它们出自Haskell 2010标准。

### Haskell 98
1997年底，该系列形成了Haskell 98，旨在定义一个稳定、最小化、可移植的语言版本以及相应的标准库，以用于教学和作为将来扩展的基础。委员会明确欢迎创建各种增加或集成实验性特性的Haskell 98的扩展和变种。
1999年2月，Haskell 98语言标准公布，名为《The Haskell 98 Report》。2003年1月，《Haskell 98 Language and Libraries: The Revised Report》公布。接着，格拉斯哥Haskell编译器实现了当时的事实标准，Haskell快速发展。

### Haskell Prime
2006年早期，开始了定义Haskell 98标准后续的进程，非正式命名为Haskell Prime。这是个修订语言定义的不断增补的过程，每年产生一个新的修订版。第一个修订版于2009年11月完成、2010年7月发布，称作Haskell 2010。

### Haskell 2010
Haskell 2010加入了外部函数接口（Foreign Function Interface，FFI）允许绑定到其它编程语言，修正了一些语法问题（在正式语法中的改动）并废除了称为“n加k模式”（换言之，不再允许形如fact (n+1) = (n+1) * fact n的定义）。引入了语言级编译选项语法扩展（Language-Pragma-Syntax-Extension），使得在Haskell源代码中可以明确要求一些扩展功能。Haskell 2010引入的这些扩展的名字是DoAndIfThenElse、HierarchicalModules、EmptyDataDeclarations、FixityResolution、ForeignFunctionInterface、LineCommentSyntax、PatternGuards、RelaxedDependencyAnalysis、LanguagePragma、NoNPlusKPatterns。

## 特性
Haskell是现有的一门开放的、已发布标准的，且有多种实现的语言。支持惰性求值、模式匹配、列表解析、类型类和类型多态。它是一门纯函数式编程语言，这意味着大体上，Haskell中的函数没有副作用。Haskell用特定的类型来表达副作用，该类型与函数类型相互独立。纯函数可以操作并返回可执行的副作用的类型，但不能够执行它们，只有用于表达副作用的类型才能执行这些副作用，Haskell以此表达其它语言中的非纯函数。
Haskell拥有一个基于Hindley-Milner类型推论的静态、强类型系统。Haskell在此领域的主要创新就是加入了类型类，原本设想作为重载的主要方式，在之后发现了更多用途。
Haskell的主要实现GHC是个解释器，也是个原生代码编译器。它可以在大多数平台运行，GHC在并发和并行上具有高性能的实现能力，也有丰富的类型系统，如广义代数数据类型和类型家族）。
单子是一个抽象類型，可以表达不同种类的计算，包括异常处理、非确定性、语法分析以及软件事务内存，其中一个应用是用于表达副作用的类型。单子定义为普通的数据类型，同时Haskell也为其提供了几种语法糖。
Haskell有一个活跃的社区，在线上包仓库Hackage上有豐富的第三方开源库或工具。

## 语法

### 数据类型
Haskell是强类型语言。Char的字面值用单引号围起；字符串即[Char]类型，其字面值用双引号括起来。Int通常为32位整型；Integer是无界整型；Float 表示单精度的浮点数；Double 表示双精度的浮点数；Bool 只有两种值：True 和 False。

#### List
使用[ ]与逗号分隔符，定义一个list的实例。其元素必须具有相同类型。字符串是list的特例。用:把元素与list、其他元素连接（cons）起来。:是右结合的运算符。[1,2,3] 实际上是 1:2:3:[] 的语法糖。两个 List 合并通过 ++ 运算子实现。按照索引取得 List 中的元素，可以使用 !! 运算子，索引的下标为 0。List 中的 List 可以是不同长度，但必须得是相同的型别。['K'..'Z']这样的Range方法快捷定义一个List。[2,4..20]用法给出了Range的第一、第二、最后一个元素。使用 > 和 >= 可以比较 List 的大小。它会先比较第一个元素，若它们的值相等，则比较下一个，以此类推。List常用的函数:
- head 返回一个 List 的头部，也就是 List 的首个元素。
- tail 返回一个 List 的尾部，也就是 List 除去头部之后的部分。
- last 返回一个 List 的最后一个元素。
- init 返回一个 List 除去最后一个元素的部分。
- length 返回一个 List 的长度。
- null 检查一个 List 是否为空。如果是，则返回 True，否则返回 False。
- reverse 将一个 List 反转
- take 返回一个 List 的前几个元素。例如take 24 [13,26..]取前24个13的倍数
- drop 删除一个 List 中的前几个元素
- maximum 返回一个 List 中最大的元素。
- minimun 返回最小的元素。
- sum 返回一个 List 中所有元素的和。
- product 返回一个 List 中所有元素的积。
- elem 判断一个元素是否在包含于一个 List，通常以中缀函数的形式调用
- replicate 得到包含相同元素的 List 。例如：replicate 3 10，得 [10,10,10]。
- repeat 产生一个元素的无限重复的List
- cycle 接受一个 List 做参数并返回一个无限 List

list comprehension是指基于一个List，按照规则产生一个新List，例如：[x*2 | x <- [1..10], x*2 >= 12]

#### Tuple
使用( )与逗号分隔符，定义一个tuple的实例。其元素可以使不同类型，但个数是固定的。
Tuple的类型取决于其中项的数目与其各自元素的类型。单元素的 Tuple 被禁止。
- fst 返回一个序对的首项。
- snd 返回序对的尾项
- zip 取两个 List作为参数，然后将它们依次配对，形成一组序对的 List。

### 运算符
基本类似于C语言。但使用not表示逻辑非。
```
 +  -  *  /  ^    -- 加、减、乘、除、幂
 mod              -- 取余数
 $                -- 也是表示函数作用的, 但它的优先级最低, 而且作用顺序是从右向左的
 ++               -- 两个List的合并
 .                 -- 函数的复合
 && ||  ==  /=     -- 与、或、等于、不等于
 <=  >=  <  >      -- 小于等于、大于等于、小于、大于
 : //  =  @        -- 一個元素連接List、
 ->               -- 函數類型描述，運算符左邊為參數類型，右邊為結果類型。為右结合。例如：addThree :: Int -> Int -> Int -> Int 
 =>               -- 運算符的左邊表示一個類型變量（通常為單個小寫字母）屬於一個類型類（Typeclass），相當於C++語言的模板參數類型
 ..               -- List的Range限定
 ::               -- 函數/表達式的類型特徵，左側為函數/表達式，右側為類型
 <-             -- List comprehension 的條件限定
 !!             -- 取List的第某個元素，下標從0開始
```

基本的 Typeclass：
- Eq 可判断相等性的type
- Ord 可比较大小的type
- Show 可表示为字符串的type
- Read 可从字符串转换出值的type
- Enum 连续的，也就是可枚举的type。每个值都有后继 (successer) 和前置 (predecesor)，分别可以通过 succ 函数和 pred 函数得到。
- Bounded 有上限和下限。例如：maxBound :: Char   或者  maxBound :: Bool
- Num 数字
- Integral
- Floating

### 表达式
- let表达式：格式为 let [bindings] in [expressions] 。let 也可以定义局部函数 。在一行中设定多个名字的值，可用分号隔开。List Comprehension 中 let绑定的名字在输出函数及限制条件中都可见；忽略了 let 绑定的 in 部分，因为名字的可见性已经预先定义好了。
- if then else是表达式
- Case表达式：

```
 case expression of pattern -> result  
      pattern -> result  
      pattern -> result  
      ...  
```

### 控制结构
if then else是分段函数定义时的语法糖。与C语言不同，要求必须有else部分。类似于C语言分支语句的情形，叫做pattern matching，例子如下：
```
pts
 
::
 
Int
 
->
 
Int

pts
 
1
 
=
 
10

pts
 
2
 
=
 
6

pts
 
x

    
|
 
x
 
<=
 
6
    
=
 
7
 
-
 
x

    
|
 
otherwise
 
=
 
0

(
||
)
 
::
 
Bool
 
->
 
Bool
 
->
 
Bool
  
-- 或操作的类型与定义

True
  
||
 
_
 
=
 
True
             
-- 第二个参数是任何值都匹配。 

False
 
||
 
y
 
=
 
y

```

### 函数
- 函数调用有最高运算顺序，例如succ 9*10表示(succ 9)*10。
- 函数的调用使用空格符而不是括号。
- 函数的复合调用是左结合。
- 首字母大写的函数是不允许的。
- 两个参数的函数的调用可以写成中缀形式：param1 `funcName` param2。
- 运算符可以用括号围起来，作为前缀形式：(+) 2 3 的结果为5。
- 在 ghci 下，我们可以使用 let 关键字来定义一个常量。在 ghci 下执行 let a=1 与在脚本中编写 a=1 是等价的。

```
--funcName arguments = expression  --定义函数的一般形式

area
 
r
 
=
 
pi
 
*
 
r
 
^
 
2
 
-- 定义了一个函数

area
 
101
 
-- 调用了函数

f1
 
f2
 
3.14
 
-- 函数调用是左结合，等效于(f1 f2) 3.14

--模式匹配方式定义

factorial
 
::
 
(
Integral
 
a
)
 
=>
 
a
 
->
 
a
  

factorial
 
0
 
=
 
1
  

factorial
 
n
 
=
 
n
 
*
 
factorial
 
(
n
 
-
 
1
)
   

--as模式，是将一个名字和 @ 置于模式前，可以在按模式分割参数值时仍保留对其整体的引用。如nameGlobal@(x:y:ys)，nameGlobal会匹配出与 x:y:ys 对应的东西。as模式在较大的模式中保留对整体的引用，从而减少重复性的工作。

heron
 
a
 
b
 
c
 
=
 
sqrt
 
(
s
 
*
 
(
s
 
-
 
a
)
 
*
 
(
s
 
-
 
b
)
 
*
 
(
s
 
-
 
c
))

    
where
                     
-- where在表达式中局部绑定了名字s与一个值。也可以在表达式之前用let ... in语法

    
s
 
=
 
(
a
 
+
 
b
 
+
 
c
)
 
/
 
2

absolute
 
x
                 
-- 绝对值函数，使用了分段函数语法糖（称作Guards）

    
|
 
x
 
<
 
0
     
=
 
0
 
-
 
x

    
|
 
otherwise
 
=
 
x
        
-- 兜底条件

bmiTell
 
::
 
(
RealFloat
 
a
)
 
=>
 
a
 
->
 
a
 
->
 
String
  

bmiTell
 
weight
 
height
  

    
|
 
bmi
 
<=
 
18.5
 
=
 
"You're underweight."
  

    
|
 
bmi
 
<=
 
25.0
 
=
 
"You're normal. "
  

    
|
 
bmi
 
<=
 
30.0
 
=
 
"You're fat."
  

    
|
 
otherwise
   
=
 
"You're overweight."
  

    
where
 
bmi
 
=
 
weight
 
/
 
height
 
^
 
2
  
-- 使用where定义多个名字来避免重复

--where也可以用模式匹配

initials
 
::
 
String
 
->
 
String
 
->
 
String
  

initials
 
firstname
 
lastname
 
=
 
[
f
]
 
++
 
". "
 
++
 
[
l
]
 
++
 
"."
  

    
where
 
(
f
:
_
)
 
=
 
firstname
  

          
(
l
:
_
)
 
=
 
lastname
  

--where可以定义函数。在定义一个函数的时候也写几个辅助函数摆在 where 绑定中。 而每个辅助函数也可以透过 where 拥有各自的辅助函数。

calcBmis
 
::
 
(
RealFloat
 
a
)
 
=>
 
[(
a
,
 
a
)]
 
->
 
[
a
]
  

calcBmis
 
xs
 
=
 
[
bmi
 
w
 
h
 
|
 
(
w
,
 
h
)
 
<-
 
xs
]
 

    
where
 
bmi
 
weight
 
height
 
=
 
weight
 
/
 
height
 
^
 
2
  

funcName
 
::
 
type1
 
->
 
type2
 
->
 
type3
 
-- 其中，::表示类型特征(type signature)，->是右结合，这里等效于type1 -> (type2->type3)，给定一个type1的输入参数，返回一个函数(type2->type3)

f1
 
=
 
(
absolute
 
.
  
area
)
   
-- 函数复合运算符是 . (function composition operator)

```

多态类型(Polymorphic types)类似于C++的模板。例如，算术加法：
```
 
(
+
)
 
::
 
(
Num
 
a
)
 
=>
 
a
 
->
 
a
 
->
 
a
 
-- Num是typeclass。 =>表示signature restricts

```

### lambda函数
lambda 就是匿名函数。写法是：一个 \（因为它看起来像是希腊字母λ），后面是用空格分隔的参数，-> 后面是函数体。通常用括号将括起lambda函数，否则它会占据整个右边部分。
例如：(\a b -> (a * 30 + 3) / b)
可以在 lambda 中使用模式匹配，但无法为一个参数设置多个模式，如 [] 和 (x:xs) 并用。
使用 lambda 可以更明确地表现出值是个函数，可以用来传递给其他函数作参数。

### 高阶函数
Haskell的所有函数实际上是单参数函数。多参数函数的写法实际上是Curry化的语法糖。即 func a b 等价于 (func a) b。
point free style (也称作 pointless style) 的函数，即通过柯里化 (Currying)省略掉单参数。例如：
```
 
sum'
 
::
 
(
Num
 
a
)
 
=>
 
[
a
]
 
->
 
a
     

 
sum'
 
xs
 
=
 
foldl
 
(
+
)
 
0
 
xs
   
--等号的两端都有个 xs。 

 
sum'
   
=
 
foldl
 
(
+
)
 
0
     
--柯里化 (Currying)，可以省掉两端的 xs。

```

中缀运算符可以加括号变为单参数函数。如 (*3) 5 的值为15。 但 (-5) 表示负值，所以单参数函数需要写为 (subtract 5)。
中缀运算符 $ 可用于改变函数的调用次序，使其右边的表达式先计算出来。这可以减少一对括号使用。例如 f (g (z x)) 与 f $ g $ z x 等价。其定义是：
```
 
(
$
)
 
::
 
(
a
 
->
 
b
)
 
->
 
a
 
->
 
b
  

 
f
 
$
 
x
 
=
 
f
 
x

```

$ 还可以将数据作为函数使用。例如：
```
 
map
 
(
$
 
3
)
 
[(
4
+
),(
10
*
),(
^
2
),
sqrt
]

```

中缀运算符 . 用于函数的复合，其定义是：
```
 
(
.
)
 
::
 
(
b
 
->
 
c
)
 
->
 
(
a
 
->
 
b
)
 
->
 
a
 
->
 
c
  

 
f
 
.
 
g
 
=
 
\
x
 
->
 
f
 
(
g
 
x
)

```

### 异常处理
提供了处理异常的函数try、catch、finally/etc.  
```
import
 
Prelude
 
hiding
(
catch
)

import
 
Control.Exception

instance
 
Exception
 
Int

instance
 
Exception
 
Double

main
 
=
 
do

  
catch

    
(
catch

      
(
throw
 
(
42
::
Int
))

      
(
\
e
->
 
print
 
(
0
,
e
::
Double
)))

    
(
\
e
->
 
print
 
(
1
,
e
::
Int
))

```

输出结果
```
(1,42)
```

类似于 C++
```
#include
 
<iostream>

using
 
namespace
 
std
;

int
 
main
()
 
{

    
try
 
{

        
throw
 
(
int
)
42
;

    
}
 
catch
 
(
double
 
e
)
 
{

        
cout
 
<<
 
"(0,"
 
<<
 
e
 
<<
 
")"
 
<<
 
endl
;

    
}
 
catch
 
(
int
 
e
)
 
{

        
cout
 
<<
 
"(1,"
 
<<
 
e
 
<<
 
")"
 
<<
 
endl
;

    
}

}

```

另外一个例子：
```
do
 
{

  
-- Statements in which errors might be thrown

}
 
`
catch
`
 
\
ex
 
->
 
do
 
{

  
-- Statements that execute in the event of an exception, with 'ex' bound to the exception

}

```

如果仅有一个错误条件，Maybe 类足够用了，确省是Haskell的 Monad class. 更复杂的出错处理用Error 或ErrorT monads, 类似功能可用`catch`。

## 示例

### Haskell的函数结构
如下是Haskell语言的"Hello world"，注意其中除最后一行外皆可省略。
```
module
 
Main
 
where

main
 
::
 
IO
 
()

main
 
=
 
putStrLn
 
"Hello, World!"

```

如下是阶乘函数的Haskell实现：
```
fac
 
::
 
Int
 
->
 
Int

fac
 
0
 
=
 
1

fac
 
n
 
=
 
n
 
*
 
fac
 
(
n
 
-
 
1
)

```

它将阶乘描述成有一个基本终止情形的递归函数。这跟数学定义中对阶乘的描述很相似。事实上，Haskell中很多的代码的语法与功能都和数学一致。
上面的递归函数的第一行是可选的，它描述了这个函数的型態（types）。它可以读作函数fac的型態為整數至整數（function fac has a int-to-int type）。这就是说，它以一个整型为参数，并且返回另一个整型。
第二行依赖的模式匹配，是Haskell程序中一个重要的部分。注意函数的参数是用空格分隔而不是在括号中。当函数的参数是0时，它会返回整型1。对于其他的情况则尝试第三行。这是一个递归，它会一直执行只到满足基本的情形。负参数会导致无限递归，一个guard保证第三行不会执行负参数。
"Prelude"是一个类似C中标准库的小函数集合。使用Prelude，并用无指定参数的写法，它可以改成：
```
fac
 
=
 
product
 
.
 
enumFromTo
 
1

```

上面的定义接近于数学中的定义：f = g o h（参见复合函数），这并不是一个对变量赋值的语句。

### Haskell的高阶函数
Haskell中可以定义高阶函数（Higher-order Function），既将函数作为一个参数来使用，也可以将函数作为结果输出，例如：
```
f
 
::
 
(
Int
 
->
 
Int
)
 
->
(
Int
 
->
 
Int
)

f
 
g
 
=
 
\
x
 
->
 
g
 
x
 
+
 
5

```

这里f就是一个高阶函数，它取一个从Int到Int的函数g作为参数，输出一个从Int到Int的函数。高阶函数的使用在一些情况下将极大的简化代码。

## Haskell的编译器
- Hugs（页面存档备份，存于）
- ghc (Glasgow Haskell Compiler)（页面存档备份，存于）
- yhc (York Haskell Compiler)（页面存档备份，存于）
- nhc98（页面存档备份，存于）

## 外部連結
- （英文） Haskell的官方主页（页面存档备份，存于）
- （英文） HaskellWiki：Haskell社群主網站（页面存档备份，存于）
- （英文） UNSW的Haskell教程（页面存档备份，存于）
- （英文） Haskell笑話（页面存档备份，存于）
- （英文） Haskell舊的討論主題
- （英文） Haskell vs. Ada vs. C++ vs. Awk vs. ......一個實驗性的前衛語言（PostScript檔案）
- （英文） Haskell編程的變革（页面存档备份，存于） -- 一個輕快的Haskell編程風格總纜
- （英文） 一個Haskell研究者的線上介紹
- （英文） ePolyglot -- 將Haskell、Python與Eiffel結合的語言（页面存档备份，存于）
- （英文） Haskell函式庫（页面存档备份，存于）

### 教學手冊
- （英文）用Haskell寫程式（页面存档备份，存于），Graham Hutton撰寫
- （英文）另一個Haskell教學手冊（页面存档备份，存于） -- 由Hal Daume III所寫的好手冊，需要比官方教學手冊少的先備知識
- （英文）A Gentle Introduction to Haskell 98（页面存档备份，存于）（較高階的教學手冊，有PDF（页面存档备份，存于）檔案）
- （英文）Haskell Tutorial for C Programmers，Eric Etheridge撰寫
- （英文）在Haskell.org的教學手冊列表（页面存档备份，存于）
- （英文）Haskell編程典範（页面存档备份，存于）
- （繁體中文）Haskell趣學指南（页面存档备份，存于）
- （简体中文）Haskell趣學指南（页面存档备份，存于）